# Troye-d'Ariège
Troye-d'Ariège è un comune francese di 94 abitanti situato nel dipartimento dell'Ariège, nella regione dell'Occitania.

## Società

### Evoluzione demografica
Abitanti censiti